# Cheurfa
Cheurfa là một đô thị thuộc tỉnh Annaba, Algérie. Dân số thời điểm năm 2002 là 9.386 người.